# Kanton Mirebeau
Der Kanton Mirebeau ist ein ehemaliger, bis 2015 bestehender französischer Kanton im Arrondissement Poitiers, im Département Vienne und in der Region Poitou-Charentes; sein Hauptort war Mirebeau. Vertreter im Generalrat war ab 1992 Denis Brunet (UDI).

## Geografie
Der Kanton Mirebeau war 182,35 km² groß und hatte im Jahr 1999 6.289 Einwohner. Er lag im Mittel 124 Meter über Normalnull, zwischen 71 Metern in Thurageau und 169 Metern in Cherves.

## Gemeinden
Der Kanton bestand aus zehn Gemeinden:
| Gemeinde         | Einwohner Jahr | Fläche km² | Bevölkerungsdichte | Code INSEE | Postleitzahl |
| ---------------- | -------------- | ---------- | ------------------ | ---------- | ------------ |
| Amberre          | 561 (2013)     | 15,63      | 36 Einw./km²       | 86002      | 86110        |
| Champigny-le-Sec | 1.088 (2013)   | 24,31      | 45 Einw./km²       | 86053      | 86170        |
| Cherves          | 576 (2013)     | 25,81      | 22 Einw./km²       | 86073      | 86170        |
| Cuhon            | 402 (2013)     | 16,34      | 25 Einw./km²       | 86089      | 86110        |
| Maisonneuve      | 316 (2013)     | 8,97       | 35 Einw./km²       | 86144      | 86170        |
| Massognes        | 303 (2013)     | 13,59      | 22 Einw./km²       | 86150      | 86170        |
| Mirebeau         | 2.174 (2013)   | 13,84      | 157 Einw./km²      | 86160      | 86110        |
| Thurageau        | 817 (2013)     | 35,29      | 23 Einw./km²       | 86271      | 86110        |
| Varennes         | 355 (2013)     | 12,8       | 28 Einw./km²       | 86277      | 86110        |
| Vouzailles       | 590 (2013)     | 15,77      | 37 Einw./km²       | 86299      | 86170        |